# Metalcore
Metalcore (spotykane jest również określenie Metallic Hardcore) – gatunek muzyki łączący w sobie elementy hardcore'u i metalu, wywodzący się w prostej linii z crossover thrash. Pierwotnie był to styl pochodny od hardcore'u (Earth Crisis, Hatebreed, Walls Of Jericho), z biegiem lat styl ten stał się również podgatunkiem metalu poprzez pojawienie się generacji zespołów określanych tym mianem, lecz mających wyeksponowany metalowy człon w ich muzyce (Killswitch Engage, Darkest Hour, Unearth). Wobec tego metalcore jest to nurt, który stanowi połączenie ciężkich riffów, prostoty wykonania i agresji połączonej z szybkością, który rozwinął się dwutorowo, jako hardcore osadzony lub z wpływami metalu oraz jako metal z wpływami hardcore.

## Rozwój
Pierwsze zespoły grające coś, co można w pewnym sensie uznać za protoplastę dzisiejszego metalcore'u, to D.R.I. czy bliższy metalowi Wehrmacht. Zespoły te określa się mianem crossover, czyli m.in. połączenia hardcore punka z metalem (w latach '80 XX wieku na punkowej scenie termin metalcore był już używany w stosunku do zespołów crossover'owych). Za pierwszy "rasowy" zespół metalcore można uznać Earth Crisis. W latach 90 na rozwój metalcore miało wpływ pojawienie się nurtów new school hardcore i post hardcore oraz groove metal. Na początku lat 90. metalcore był zjawiskiem niszowym, począwszy od 2004 roku zaczyna zdobywać coraz większą popularność (od tego czasu zespoły metalcore'owe poczęły pojawiać się na listach Billboardu, np. Killswitch Engage). Dziś główną inspirację dla części zespołów metalcore'owych stanowi melodyjny death metal. Często zespoły określane mianem metalcore przez branżę muzyczną w rzeczywistości nie mają prawie nic wspólnego z klasycznym hardcore'em, zamiast tego grają na pograniczu melodyjnego death metalu i nowoczesnego thrash metalu lub groove metal. Istnieją opinie, iż obecnie sam gatunek uległ skomercjalizowaniu i brnie w stronę tzw. nu metalu i nowofalowych brzmień. Teksty początkowo zajmowały się tą samą tematyką, co teksty zespołów thrashmetalowych, głównie pod względem politycznym i socjologicznym, były również nieco bardziej humorystyczne i bardziej punkowe.